# Чемпионат мира по плаванию в ластах 2000
10-й чемпионат мира по плаванию в ластах проводился в городе Пальма-де-Мальорка (Испания) с 1 по 10 октября 2000 года.

## Распределение наград
| Место | Страна     | Золото | Серебро | Бронза | Всего |
| ----- | ---------- | ------ | ------- | ------ | ----- |
| 1     | Россия     | 12     | 6       | 8      | 26    |
| 2     | Китай      | 8      | 6       | 4      | 18    |
| 3     | Греция     | 2      | 4       | 5      | 11    |
| 4     | Венгрия    | 2      | 1       | 0      | 3     |
| 5     | Германия   | 0      | 4       | 2      | 6     |
| 6     | Италия     | 0      | 2       | 2      | 4     |
| 7     | Япония     | 0      | 1       | 0      | 2     |
| 8     | Нидерланды | 0      | 0       | 1      | 1     |
| Всего | Всего      | 24     | 24      | 24     | 72    |

## Призёры

### Мужчины
| Дисциплина                | Золото                                                                    | Золото   | Серебро                                                                               | Серебро  | Бронза                                                                               | Бронза   |
| ------------------------- | ------------------------------------------------------------------------- | -------- | ------------------------------------------------------------------------------------- | -------- | ------------------------------------------------------------------------------------ | -------- |
| 50 м ныряние              | Евгений Скорженко · Россия                                                | 15.27    | Давид Ланди · Италия                                                                  | 15.41    | Алексей Вязигин · Россия                                                             | 15.41    |
| 50 м в ластах             | Евгений Скорженко · Россия                                                | 16.81    | Давид Ланди · Италия                                                                  | 17.29    | Георгиос Хацягору · Греция                                                           | 17.69    |
| 100 м в ластах            | Евгений Скорженко · Россия                                                | 37.74    | Сергей Ахапов · Россия                                                                | 38.52    | Давид Ланди · Италия                                                                 | 38.77    |
| 200 м в ластах            | Сергей Ахапов · Россия                                                    | 1:26.22  | Свен Галлаш · Германия                                                                | 1:28.16  | Илья Сомов · Россия                                                                  | 1:28.81  |
| 400 м в ластах            | Димитриос Томаис · Греция                                                 | 3:08.68  | Димитриос Базос · Греция                                                              | 3:08.81  | Сергей Ахапов · Россия                                                               | 3:11.70  |
| 800 м в ластах            | Димитриос Томаис · Греция                                                 | 6:36.84  | Норберт Саванья · Венгрия                                                             | 6:42.31  | Михаил Черченко · Россия                                                             | 6:46.48  |
| 1500 м в ластах           | Норберт Саванья · Венгрия                                                 | 12:46.61 | Димитриос Томаис · Греция                                                             | 12:55.90 | Димитриос Базос · Греция                                                             | 13:08.63 |
| 100 м с аквалангом        | Евгений Скорженко · Россия                                                | 33.02    | Максим Максимов · Россия                                                              | 33.26    | Чжао Цзи · Китай                                                                     | 33.96    |
| 400 м с аквалангом        | Максим Максимов · Россия                                                  | 2:50.66  | Сергей Докучаев · Россия                                                              | 2:56.19  | Чэнь Бинь · Китай                                                                    | 2:57.12  |
| 800 м с аквалангом        | Сергей Докучаев · Россия                                                  | 6:17.00  | Чэнь Бинь · Китай                                                                     | 6:19.20  | Игорь Сапрыкин · Россия                                                              | 6:23.20  |
| Эстафета 4×100 м в ластах | Илья Сомов · Максим Максимов · Евгений Скорженко · Сергей Ахапов · Россия | 2:31.75  | Хуан Цзяньдун · Ху Хайлун · Ли Юн · Чжао Цзи · Китай                                  | 2:33.93  | Георгиос Хацягору · Михаил Пападопулос · Димитриос Базос · Димитриос Томаис · Греция | 2:36.87  |
| Эстафета 4×200 м в ластах | Илья Сомов · Алексей Вязигин · Сергей Докучаев · Сергей Ахапов · Россия   | 5:51.25  | Георгиос Хацягору · Димитриос Базос · Георгиос Георгиадис · Димитриос Томаис · Греция | 5:55.89  | Лука Тонелли · Фабио Пикки · Андреа Грациоли · Франческо Туркато · Италия            | 5:59.41  |

### Женщины
| Дисциплина         | Золото                                               | Золото   | Серебро                                                                                | Серебро  | Бронза                                                                        | Бронза   |
| ------------------ | ---------------------------------------------------- | -------- | -------------------------------------------------------------------------------------- | -------- | ----------------------------------------------------------------------------- | -------- |
| 50 м ныряние       | Лю Ци · Китай                                        | 17.41    | Чжу Баочжэн · Китай                                                                    | 17.87    | Анастасия Кочнева · Россия                                                    | 18.12 ER |
| 50 м в ластах      | Беатрикс Эрдоди · Венгрия                            | 18.95    | Яёй Сакамото · Япония                                                                  | 19.10    | Розалина Бёйс · Нидерланды                                                    | 19.15    |
| 100 м в ластах     | Лю Ци · Китай                                        | 42.53    | Чжу Баочжэн · Китай                                                                    | 43.48    | Сюзанна Йенцш · Германия                                                      | 44.26    |
| 200 м в ластах     | Лидия Горячева · Россия                              | 1:38.23  | Сюзанна Йенцш · Германия                                                               | 1:38.29  | Беттина Мюллер · Германия                                                     | 1:38.90  |
| 400 м в ластах     | Ван Янь · Китай                                      | 3:28.55  | Беттина Мюллер · Германия                                                              | 3:31.62  | Елена Грачёва · Россия                                                        | 3:31.71  |
| 800 м в ластах     | Екатерина Политько · Россия                          | 7:13.36  | Елена Грачёва · Россия                                                                 | 7:17.54  | Ван Янь · Китай                                                               | 7:22.72  |
| 1500 м в ластах    | Екатерина Политько · Россия                          | 13:56.53 | Ева Михаилиду · Греция                                                                 | 13:59.75 | Хана Выкукалова · Чехия                                                       | 14:12.19 |
| 100 м с аквалангом | Лю Ци · Китай                                        | 38.29    | Чжу Баочжэн · Китай                                                                    | 39.65    | Христина Папуциди · Греция                                                    | 40.64    |
| 400 м с аквалангом | У Сяохуэй · Китай                                    | 3:15.95  | Ольга Талдонова · Россия                                                               | 3:21.53  | Чэн Цуйюань · Китай                                                           | 3:22.14  |
| 800 м с аквалангом | У Сяохуэй · Китай                                    | 6:52.76  | Чэн Цуйюань · Китай                                                                    | 6:57.82  | Юлия Успенская · Украина                                                      | 6:59.67  |
| эстафета 4×100 м   | Чжу Баочжэн · У Сяохуэй · Л. Миньфэн · Лю Ци · Китай | 2:55.34  | Татьяна Комарова · Анастасия Кочнева · Татьяна Шкомплетова · Ирина Егорушкина · Россия | 2:57.33  | E. Pavlidou · Христина Папуциди · Катерина Пападожианни · T. Sehidou · Греция | 2:58.71  |
| эстафета 4×200 м   | Лю Ци · Ван Янь · Ли Цяньпин · У Сяохуэй · Китай     | 6:36.60  | Сюзанна Йенцш · Катрин Мюллер · Антье Цвирнер · Беттина Мюллер · Германия              | 3:31.62  | Анастасия Глухих · Елена Грачёва · Ирина Егорушкина · Лидия Горячева · Россия | 2:57.33  |